# فهرست نقش‌آفرینی‌های داوود رشیدی
داوود رشیدی (زادهٔ ۲۵ تیر ۱۳۱۲، خیابان ری تهران – درگذشتهٔ ۵ شهریور ۱۳۹۵، تهران) هنرپیشه تئاتر، سینما و تلویزیون ایران بود. او بیشتر با نقش‌هایی مانند «آقا حسینی» در فیلم کندو، «مفتش شش‌انگشتی» در سریال هزاردستان و همچنین با بازی تأثیرگزارش در فیلم فرار از تله جلال مقدم شناخته می‌شود. داوود رشیدی همراهِ علی نصیریان، جمشید مشایخی، عزت‌الله انتظامی و محمدعلی کشاورز پنج چهرهٔ برجسته‌ای بودند که در دههٔ چهل شمسی از تئاتر پا به عرصهٔ سینما گذاشتند. وی به‌خاطر فعالیت‌هایش نشان درجه یک فرهنگ و هنر را دریافت کرده بود.
داوود رشیدی فعالیت هنری خود را در سال ۱۳۴۲ با تله‌تئاتر «در جزیره‌ای غریب» و حضور در کنار هنرمندانی از جمله منوچهر فرید و محمدعلی کشاورز آغاز کرد. از سال ۱۳۴۵ تا ۱۳۴۹، داوود رشیدی در هفت تله‌تئاتر به عنوان کارگردان هنری حضور داشت. داوود رشیدی در سال ۱۳۵۱ با ایفای نقش در ۴ فیلم گذر اکبر، فدایی، جهنم + من و تجاوز یکی از پرکارترین سال‌های کاری‌اش را تجربه کرد.

## سینما

### فیلم
| سال  | نام               | سمت        | کارگردان                           | توضیحات                                                                                               | منبع |
| ---- | ----------------- | ---------- | ---------------------------------- | --- | ---- |
| ۱۳۹۰ | اکباتان           | بازیگر     | مهرشاد کارخانی                     | |      |
| ۱۳۸۸ | زمهریر            | بازیگر     | علی روئین‌تن                        | |      |
| ۱۳۸۶ | پرچم‌های قلعه کاوه | بازیگر     | محمد نوری‌زاد                       | |      |
| ۱۳۸۵ | ماه شب چهارده     | بازیگر     | محمدعلی طالبی                      | |      |
| ۱۳۸۴ | صبحی دیگر         | تهیه کننده | ناصر رفایی                         | |      |
| ۱۳۸۲ | ملاقات با طوطی    | بازیگر     | علیرضا داوودنژاد                   | |      |
| ۱۳۸۰ | امتحان            | تهیه کننده | ناصر رفایی                         | |      |
| ۱۳۷۹ | قطعه ناتمام       | تهیه کننده | مازیار میری                        | |      |
| ۱۳۷۹ | تکیه بر باد       | بازیگر     | داریوش فرهنگ                       | |      |
| ۱۳۷۸ | مثلث آبی          | تهیه کننده | هادی صابر                          | |      |
| ۱۳۷۸ | طهران روزگار نو   | بازیگر     | علی حاتمی                          | واروژ کریم‌مسیحی ۳ سال پس از درگذشت علی حاتمی این فیلم را به‌صورت یک فیلم سینمایی ۹۰ دقیقه‌ای تدوین کرد. |      |
| ۱۳۷۵ | بزرگ خیلی بزرگ    | بازیگر     | فرزین مهدی‌پور                      | |      |
| ۱۳۷۴ | بازی‌های پنهان     | بازیگر     | کریم هاتفی‌نیا                      | |      |
| ۱۳۷۳ | خط آتش            | بازیگر     | فرید سجادی حسینی و علی سجادی حسینی | |      |
| ۱۳۷۳ | راه افتخار        | بازیگر     | داریوش فرهنگ                       | |      |
| ۱۳۷۲ | عبور از تله       | بازیگر     | غلامرضا رمضانی                     | |      |
| ۱۳۶۳ | بی‌بی چلچله        | بازیگر     | کیومرث پوراحمد                     | |      |
| ۱۳۶۳ | تاتوره            | بازیگر     | کیومرث پوراحمد                     | |      |
| ۱۳۶۳ | گل‌های داوودی      | بازیگر     | رسول صدر عاملی                     | |      |
| ۱۳۶۲ | تفنگدار           | بازیگر     | جمشید حیدری                        | |      |
| ۱۳۶۲ | خانه عنکبوت       | بازیگر     | علیرضا داوودنژاد                   | |      |
| ۱۳۶۲ | شیلات             | بازیگر     | رضا میرلوحی                        | |      |
| ۱۳۶۲ | کمال الملک        | بازیگر     | علی حاتمی                          | رضاشاه                                                                                                |      |
| ۱۳۶۲ | هیولای درون       | بازیگر     | خسرو سینایی                        | |      |
| ۱۳۶۱ | جایزه             | بازیگر     | علیرضا داوودنژاد                   | |      |
| ۱۳۶۱ | رهایی             | بازیگر     | رسول صدر عاملی                     | |      |
| ۱۳۶۰ | بازرس ویژه        | بازیگر     | منصور تهرانی                       | |      |
| ۱۳۶۰ | مرز               | بازیگر     | جمشید حیدری                        | |      |
| ۱۳۵۹ | شمر               | بازیگر     | اکبر صادقی                         | |      |
| ۱۳۵۹ | آقای هیروگلیف     | بازیگر     | غلامعلی عرفان                      | |      |
| ۱۳۵۷ | قدغن              | بازیگر     | علیرضا داوودنژاد                   | |      |
| ۱۳۵۹ | کرکس‌ها می‌میرند    | بازیگر     | جمشید حیدری                        | |      |
| ۱۳۵۹ | طلوع انفجار       | بازیگر     | پرویز نوری                         | |      |
| ۱۳۵۹ | اعدامی            | بازیگر     | محمدباقر خسروی                     | |      |
| ۱۳۵۴ | کندو              | بازیگر     | فریدون گله                         | |      |
| ۱۳۵۲ | خروس              | بازیگر     | شاپور قریب                         | |      |
| ۱۳۵۱ | جهنم + من         | بازیگر     | محمدعلی فردین                      | غلام شوفر                                                                                             |      |
| ۱۳۵۱ | فدایی             | بازیگر     | رضا علامه‌زاده                      | |      |
| ۱۳۵۱ | گذر اکبر          | بازیگر     | محمدعلی زرندی                      | |      |
| ۱۳۵۱ | فرار از تله       | بازیگر     | جلال مقدم                          | |      |
| ۱۳۵۱ | میعادگاه خشم      | بازیگر     | سعید مطلبی                         | هاشم                                                                                                  |      |
| ۱۳۵۱ | تجاوز             | بازیگر     | حمید مصداقی                        | |      |

## نمایش
| سال       | نام                          | سمت               | نویسنده         | کارگردان                    | توضیحات                                                  | منبع |
| --------- | ---------------------------- | ----------------- | --------------- | --------------------------- | -------------------------------------------------------- | ---- |
| ۱۳۹۰      | آقای اشمیت کیه               | کارگردان          | سباستین تیری    | داوود رشیدی                 |                                                          |      |
| ۱۳۸۹      | منهای دو                     | بازیگر و کارگردان | ساموئل بنشتریت  | داوود رشیدی                 |                                                          |      |
| ۱۳۸۳      | بی حیوان                     | بازیگر            | ژان میشل ریپ    | محمود عزیزی                 |                                                          |      |
| ۱۳۸۲      | اسب ها                       | بازیگر            | محمد رحمانیان   | محمد رحمانیان               |                                                          |      |
| ۱۳۸۱      | هنر                          | بازیگر و کارگردان | یاسمینا رضا     | داوود رشیدی                 |                                                          |      |
| ۱۳۴۰-۷۰   | پیروزی در شیکاگو             | بازیگر و کارگردان | والتر وایدانی   | داوود رشیدی                 | کارگردان اولیه:فرانسوا سیمون، اجرا در سوئیس، ژنو و تهران |      |
| ۱۳۶۰      | گمشدگان                      | کارگردان          | مرتضی عقیلی     | داوود رشیدی                 |                                                          |      |
| ۱۳۵۹      | زمین مقدس                    | بازیگر            | ایوب آقاخانی    | ایوب آقاخانی                |                                                          |      |
| ۱۳۵۸      | آوازه خوان طاس               | بازیگر            | اوژن یونسکو     | فرخ غفاری                   |                                                          |      |
| ۱۳۵۸      | پوست یک میوه روی درخت پوسیده | بازیگر و کارگردان | ویکتور هیم      | داوود رشیدی                 |                                                          |      |
| ۱۳۵۸      | حسن کچل                      | بازیگر و کارگردان | علی حاتمی       | داوود رشیدی                 |                                                          |      |
| ۱۳۵۸      | دیکته و زاویه                | بازیگر و کارگردان | غلامحسین ساعدی  | داوود رشیدی                 |                                                          |      |
| ۱۳۴۹-۱۳۵۰ | یک نوکر و دو ارباب           | بازیگر و کارگردان | کارلو گولدونی   | فرانسوا سیمون               | اجرا در سوئیس، ژنو                                       |      |
| ۱۳۴۹      | پروازبندان                   | بازیگر و کارگردان | غلامحسین ساعدی  | داوود رشیدی و محمدعلی جعفری |                                                          |      |
| ۱۳۴۹      | ایوانف                       | بازیگر و کارگردان | آنتوان چخوف     | فرانسوا سیمون               | اجرا در سوئیس، ژنو                                       |      |
| ۱۳۴۹      | رویای نیمه شب تابستان        | کارگردان          | ویلیام شکسپیر   | داوود رشیدی                 |                                                          |      |
| ۱۳۴۹      | زندگی خوابی بیش نیست         | بازیگر و کارگردان | مرتضی عقیلی     | داوود رشیدی                 |                                                          |      |
| ۱۳۴۹      | خودکشی                       | بازیگر و کارگردان | گابریل تیموری   | داوود رشیدی                 |                                                          |      |
| ۱۳۴۶-۱۳۴۹ | ریچارد سوم                   | بازیگر            | ویلیام شکسپیر   | فیلیپ مانتا                 | اجرا در سوئیس، ژنو                                       |      |
| ۱۳۴۷      | در انتظار گودو               | بازیگر و کارگردان | ساموئل بکت      | داوود رشیدی                 |                                                          |      |
| ۱۳۴۶      | جزیره غریب                   | بازیگر و کارگردان | ساموئل بکت      | داوود رشیدی                 |                                                          |      |
| ۱۳۴۶      | شاه داود                     | بازیگر            | روبر مرل        | فرانسوا سیمون               | اجرا در سوئیس، ژنو                                       |      |
| ۱۳۴۶      | عروسی باقرخان                | بازیگر و کارگردان | محمود استادمحمد | داوود رشیدی                 |                                                          |      |
| ۱۳۴۶      | خانه روشن                    | بازیگر            | غلامحسین ساعدی  | علی نصیریان                 |                                                          |      |
| ۱۳۴۵      | مستاجر                       | بازیگر و کارگردان | پرویز صیاد      | داوود رشیدی                 |                                                          |      |
| ۱۳۴۴      | جعفرخان از فرنگ برگشته       | بازیگر            | حسن مقدم        | علی نصیریان                 |                                                          |      |
| ۱۳۴۴      | اوژنی گرانده                 | بازیگر و کارگردان | انوره دو بالزاک | داوود رشیدی                 |                                                          |      |
| ۱۳۴۳      | معجزه در آلاباما             | بازیگر و کارگردان | ویلیام گیبسن    | داوود رشیدی                 |                                                          |      |
| ۱۳۴۲-۱۳۴۳ | می خواهید با من بازی کنید    | مترجم و کارگردان  | مارسل آشار      | داوود رشیدی                 |                                                          |      |
| ۱۳۴۲      | کاپیتان قراگز                | بازیگر و کارگردان | لویی گوییس      | داوود رشیدی                 | کارگردان اولیه: فرانسوا سیمون، اجرا در سوئیس، ژنو        |      |
| ۱۳۳۶-۱۳۳۷ | مگس ها                       | بازیگر            | ژان پل سارتر    | ژان وارژا                   |                                                          |      |
| ۱۳۳۶-۱۳۳۷ | الکترا                       | بازیگر            | اوریپید         | ژان وارژا                   |                                                          |      |
| ۱۳۳۶      | آنتیگون                      | بازیگر و کارگردان | سوفوکل          | داوود رشیدی                 | کارگردان اولیه: ژان وارژا، اجرا در سوئیس، ژنو            |      |
| ۱۳۳۶      | مرید شیطان                   | بازیگر و کارگردان | برنارد شاو      | داوود رشیدی                 |                                                          |      |
| ۱۳۳۵      | بریتانیکوس                   | بازیگر و کارگردان | ژان راسین       | داوود رشیدی                 |                                                          |      |
| ۱۳۲۰      | مردم                         | بازیگر            | مارسل پانیون    | عبدالحسین نوشین             |                                                          |      |

## مستند
| سال  | نام                | سمت    | کارگردان                          | توضیحات                                                            | منبع  |
| ---- | ------------------ | ------ | --------------------------------- | ------------------------------------------------------------------ | ----- |
| ۱۳۸۵ | زندگی استاد مشایخی | بازیگر | امیرمهرتاش مهدوی و الهام قره خانی | داوود رشیدی در این مستند حضور دارد.                                | [ ۳ ] |
| ۱۳۸۴ | وقت خوب مصائب      | بازیگر | ناصر صفاریان                      | فیلمی از زندگی احمدرضا احمدی که داوود رشیدی در این فیلم حضور دارد. | [ ۴ ] |

## کتاب
| سال  | نام                     | سمت            | توضیحات                    | منبع |
| ---- | ----------------------- | -------------- | -------------------------- | ---- |
| ۱۳۹۰ | آثار نمایشی داوود رشیدی | نویسنده        | جلد ۱ و ۲                  |      |
| ۱۳۸۸ | کاپیتان قراگز           | بازیگر و مترجم | نمایشنامه با جلال ستاری    |      |
| ۱۳۸۵ | معجزه در آلاباما        | بازیگر و مترجم | نمایشنامه با حسین طباطبایی |      |
| ۱۳۸۳ | بازی کشتار              | بازیگر و مترجم | نمایشنامه با حسین طباطبایی |      |

## راوی
| سال  | نام             | سمت  | کارگردان   | توضیحات        | منبع |
| ---- | --------------- | ---- | ---------- | -------------- | ---- |
| ۱۳۷۱ | درخت تبریزی دوم | راوی | حمید جباری | به‌صورت داستانی |      |

## ویدیو
| سال  | نام              | سمت    | کارگردان    | توضیحات                                         | منبع |
| ---- | ---------------- | ------ | ----------- | ----------------------------------------------- | ---- |
| ۱۳۵۸ | آثار بزرگ تئاتری | بازیگر | امیر نوروزی | نمایشهای آنتیگونه، ریچارد سوم و مولیر پخش شدند. |      |

## تلویزیون
| سال       | نام                                           | سمت                                            | کارگردان          | توضیحات                                                                                       | منبع                 |
| --------- | --------------------------------------------- | ---------------------------------------------- | ----------------- | --------------------------------------------------------------------------------------------- | -------------------- |
| ۱۳۹۱–۱۳۹۲ | دست بافته‌های مادری ام                         | بازیگر                                         | علی لایق زاده     |                                                                                               |                      |
| ۱۳۹۱      | برنامه گپ                                     | مهمان                                          | رامبد جوان        | قسمت پنجم                                                                                     |                      |
| ۱۳۹۱      | تله‌فیلم «رؤیا»                                | بازیگر                                         | فرید شرعی         |                                                                                               |                      |
| ۱۳۹۱      | کلاه پهلوی                                    | بازیگر                                         | سید ضیاءالدین دری | آغاز پیش تولید از سال ۱۳۸۳ و آغاز فیلمبرداری آن از ۱۳۸۵ بوده‌است.                              |                      |
| ۱۳۸۸      | خسته‌دلان                                      | بازیگر                                         | سیروس الوند       | شبکه ۱                                                                                        |                      |
| ۱۳۸۳-۱۳۸۸ | مختارنامه                                     | بازیگر                                         | داود میرباقری     | در سال ۱۳۸۹ از شبکه ۱ پخش شد.                                                                 | نعمان بن بشیر انصاری |
| ۱۳۸۸      | تله‌تئاتر «شایعه»                              | کارگردان هنری و تهیه‌کننده و مترجم متن          | داوود رشیدی       | نویسنده: «ژان میشل ریب» کارگردان تلویزیونی: «مسعود فروتن»                                     |                      |
| ۱۳۸۷      | تله فیلم خانه ساحلی                           | بازیگر                                         | صادق کرمیار       | شبکه ۱                                                                                        |                      |
| ۱۳۸۷      | تله‌تئاتر «آخرین گودو»                         | بازیگر و کارگردان هنری و تهیه‌کننده و مترجم متن | داوود رشیدی       | نویسنده: «ماتئی ویسنی‌یک»                                                                      |                      |
| ۱۳۸۷      | پاتوق                                         | بازیگر مهمان                                   | شاهین باباپور     | کارگردان تلویزیونی: «احمد قربانی»/ شبکه ۱                                                     |                      |
| ۱۳۸۷      | تله‌تئاتر «هنر»                                | بازیگر و کارگردان هنری و تهیه‌کننده             | داوود رشیدی       | بر اساس نمایشنامه‌ای از «یاسمینا رضا»۲۰ آذر ۱۳۸۷ از شبکه ۴ پخش شد.                             |                      |
| ۱۳۸۶      | تله‌فیلم «بعد از روز آخر»                      | بازیگر                                         | مجید مظفری        | در هفتهٔ ناجا از شبکه ۲ پخش شد.                                                                |                      |
| ۱۳۸۶      | نشانی                                         | بازیگر                                         | رامبد جوان        | نوروز ۱۳۸۷ از شبکه ۲ پخش شد.                                                                  |                      |
| ۱۳۸۶      | بیداری                                        | بازیگر                                         | بهرام عظیم پور    | شبکه ۳                                                                                        |                      |
| ۱۳۸۵      | گل بارون زده                                  | بازیگر                                         | عباس رنجبر        | شبکه ۳                                                                                        |                      |
| ۱۳۸۴      | تله فیلم شاهزاده ایرانی                       | بازیگر                                         | محمد نوری زاد     | شبکه ۱                                                                                        |                      |
| ۱۳۸۴      | بچه‌های هور                                    | بازیگر                                         | عبدالله باکیده    | شبکه ۵                                                                                        |                      |
| ۱۳۸۴      | زائرسرای ممتاز                                | بازیگر                                         | حمید بهمنی        | محصول شبکه ۵ و سیمای مرکز قم                                                                  |                      |
| ۱۳۸۴      | چه کسی به سرهنگ شلیک کرد؟                     | بازیگر                                         | جواد اردکانی      | شبکه ۱                                                                                        |                      |
| ۱۳۸۱–۱۳۸۳ | دایره تردید                                   | بازیگر                                         | امیر قویدل        | اپیزود «تازه‌کار» / شبکه ۱                                                                     |                      |
| ۱۳۸۲      | مسابقه کرور                                   | مجری                                           | ساسان امیرپور     | برنامه کودک و نوجوان شبکه ۱                                                                   |                      |
| ۱۳۸۲      | مستند بیمارستان دکتر رحیمیان                  | بازیگر                                         | مهدی رفعتی        | شبکه ۲                                                                                        |                      |
| ۱۳۸۲      | مستند داستانی سردار گمنام                     | بازیگر                                         | محمد رسولی        | شبکه ۱                                                                                        |                      |
| ۱۳۸۱      | معصومیت از دست رفته                           | بازیگر                                         | داود میرباقری     | شبکه ۳                                                                                        | نعمان بن بشیر انصاری |
| ۱۳۸۱      | مهمان‌پذیر طوبی                                | بازیگر                                         | منوچهر پوراحمد    | در نوروز ۱۳۸۳ از شبکه ۱ پخش شد.                                                               |                      |
| ۱۳۸۱      | تله فیلم چهره‌ها                               | بازیگر                                         | ابوالقاسم معارفی  | در دههٔ فجر ۸۱ از شبکه ۵ پخش گردید.                                                            |                      |
| ۱۳۸۱      | آبی مثل دریا                                  | بازیگر                                         | ابوالقاسم معارفی  | شبکه ۵                                                                                        |                      |
| ۱۳۸۰–۱۳۷۹ | مسافرخانه زهره                                | بازیگر                                         | محمد محمدی        |                                                                                               |                      |
| ۱۳۷۹      | خانه ما                                       | بازیگر مهمان                                   | مسعود کرامتی      | شبکه ۳                                                                                        |                      |
| ۱۳۷۹      | خنده پردازان                                  | مجری                                           | بهرام شاه محمدلو  |                                                                                               |                      |
| ۱۳۷۵–۱۳۷۹ | ولایت عشق                                     | بازیگر                                         | مهدی فخیم‌زاده     | شبکه ۱                                                                                        | فضل بن ربیع          |
| ۱۳۷۸      | ورثه آقای نیکبخت                              | بازیگر                                         | مرضیه برومند      |                                                                                               |                      |
| ۱۳۷۷      | خاطرات یک خبرنگار                             | بازیگر                                         | رسول صدرعاملی     |                                                                                               |                      |
| ۱۳۷۷      | پزشکان                                        | بازیگر                                         | مسعود کرامتی      | شبکه ۳                                                                                        |                      |
| ۱۳۷۷–۱۳۷۸ | روزهای زندگی                                  | بازیگر                                         | سیروس مقدم        | در سال ۱۳۷۹ از شبکه ۳ پخش شد.                                                                 |                      |
| ۱۳۷۶      | تله تئاتر دفینه گندم                          | بازیگر                                         | رضا شانه ساز      | شبکه ۲                                                                                        |                      |
| ۱۳۷۵–۱۳۷۶ | بازگشت پرستوها                                | بازیگر                                         | ابوالقاسم طالبی   | شبکه ۲                                                                                        |                      |
| ۱۳۷۵–۱۳۷۶ | تهران ۱۱–۵۹۵ ج ۴۸                             | بازیگر مهمان                                   | مرضیه برومند      | شبکه ۵ / اپیزود «همسایه‌ها»                                                                    |                      |
| ۱۳۷۵      | خاله خانم                                     | بازیگر                                         | منوچهر پوراحمد    | در نوروز ۱۳۷۶ از شبکه ۱ پخش شد. کارگردان تلویزیونی: «شیرین جاهد»                              |                      |
| ۱۳۷۵      | پرواز قرن                                     | بازیگر                                         | رسول صدرعاملی     | نویسنده: «فریدون جیرانی» محصولی از سیمافیلم که در هفت قسمت و در دهه فجر ۱۳۷۵ پخش گردید.       |                      |
| ۱۳۷۴–۱۳۷۵ | تنهاترین سردار                                | بازیگر                                         | مهدی فخیم‌زاده     |                                                                                               | عمروعاص              |
| ۱۳۷۴      | علی‌آقا ۱۲۱                                    | بازیگر مهمان                                   | محمد صالح علا     | شبکه ۲                                                                                        |                      |
| ۱۳۷۴      | مستند تهران گشت                               | بازیگر                                         | رسول نجفیان       |                                                                                               |                      |
| ۱۳۷۴      | آخرین ستاره شب                                | بازیگر                                         | منوچهر پوراحمد    |                                                                                               |                      |
| ۱۳۷۳      | آوای فاخته                                    | بازیگر                                         | بهمن زرین‌پور      | شبکه ۱                                                                                        |                      |
| ۱۳۷۰      | گل پامچال                                     | بازیگر                                         | محمدعلی طالبی     | شبکه ۱                                                                                        |                      |
| ۱۳۷۰      | امام علی                                      | بازیگر                                         | داود میرباقری     | شبکه ۱                                                                                        | حکیم بن جبله عبدی    |
| ۱۳۶۹      | عطر گل یاس                                    | بازیگر                                         | بهمن زرین‌پور      | شبکه ۱                                                                                        |                      |
| ۱۳۶۷      | بیالوی آوازه خوان                             | تهیه‌کننده                                      | مرضیه برومند      | برنامه کودک و نوجوان                                                                          |                      |
| ۱۳۶۷      | تله‌تئاتر «یکی از این روزها»                   | بازیگر                                         | فریدون فرهودی     | کارگردان تلویزیونی: «هرمز امامی»                                                              |                      |
| ۱۳۶۶      | تله‌تئاتر «اقدام به قتل»                       | بازیگر                                         | ابوالحسن داوودی   |                                                                                               |                      |
| ۱۳۶۶–۱۳۶۵ | گرگ‌ها                                         | بازیگر                                         | داود میرباقری     |                                                                                               |                      |
| ۱۳۶۶–۱۳۶۳ | کوچک جنگلی                                    | بازیگر                                         | بهروز افخمی       |                                                                                               |                      |
| ۱۳۶۶–۱۳۵۸ | هزاردستان                                     | بازیگر                                         | علی حاتمی         |                                                                                               |                      |
| ۱۳۶۴      | مستند داستانی «تاریخ قشم»                     | راوی                                           | علی‌رضا داوودنژاد  |                                                                                               |                      |
| ۱۳۶۰      | تله تئاتر فیزیکدان‌ها                          | کارگردان هنری                                  | داوود رشیدی       | نویسنده: فردریش دورنمات                                                                       |                      |
| ۱۳۵۷      | شراب خام                                      | بازیگر                                         | مرتضی علوی        | پخش نشد.                                                                                      |                      |
| ۱۳۵۶      | تله فیلم معامله بزرگ                          | بازیگر                                         | هوشنگ پاکروان     |                                                                                               |                      |
| ۱۳۵۵      | هوس                                           | بازیگر                                         | هوشنگ پاکروان     |                                                                                               |                      |
| ۱۳۵۴      | تله تئاتر پرومته در زنجیر                     | بازیگر و کارگردان هنری                         | داوود رشیدی       | نویسنده: آشیل                                                                                 |                      |
| ۱۳۵۴      | تله تئاتر ایوانف                              | بازیگر و کارگردان هنری                         | داوود رشیدی       | نویسنده: آنتوان چخوف                                                                          |                      |
| ۱۳۵۳      | تله تئاتر آنتیگونه                            | بازیگر و کارگردان هنری                         | داوود رشیدی       | نویسنده: سوفکل                                                                                |                      |
| ۱۳۵۳      | تله تئاتر الکترا                              | بازیگر و کارگردان هنری                         | داوود رشیدی       | نویسنده: سوفکل                                                                                |                      |
| ۱۳۵۳      | تله تئاتر خودکشی                              | بازیگر و کارگردان هنری                         | داوود رشیدی       | نویسنده: گابریل تی موری                                                                       |                      |
| ۱۳۴۹      | تله‌تئاتر «دیکته و زاویه»                      | بازیگر و کارگردان هنری                         | داوود رشیدی       | نویسنده: «غلامحسین ساعدی» کارگردان تلویزیونی: «حمید مصداقی»                                   |                      |
| ۱۳۴۷      | تله‌تئاتر «سیزیف و مرگ»                        | بازیگر و کارگردان هنری                         | داوود رشیدی       | نویسنده: «روبر مرل»                                                                           |                      |
| ۱۳۴۷      | تله‌تئاتر «همسفر»                              | بازیگر و کارگردان هنری                         | داوود رشیدی       | نویسنده: «کامران قدیمی»                                                                       |                      |
| ۱۳۴۷      | تله‌تئاتر «باجه»                               | بازیگر و کارگردان هنری                         | داوود رشیدی       | نویسنده: «ژان تاردیو»                                                                         |                      |
| ۱۳۴۶      | تله‌تئاتر «خوشا به حال بردباران»               | بازیگر و کارگردان هنری                         | داوود رشیدی       | نویسنده: «غلامحسین ساعدی»                                                                     |                      |
| ۱۳۴۶      | تله تئاتر خشم بزرگ هولتز                      | بازیگر                                         | عباس مغفوریان     | نویسنده: ماکس فریش                                                                            |                      |
| ۱۳۴۶      | تله‌تئاتر «صدایی در لیوان»                     | بازیگر و کارگردان هنری                         | داوود رشیدی       | نویسنده: «ایزو دوری» و «لئوپولدو کوکو»                                                        |                      |
| ۱۳۴۶      | تله تئاتر آسانسور                             | بازیگر و کارگردان هنری                         | داوود رشیدی       | نویسنده: پرویز صیاد                                                                           |                      |
| ۱۳۴۶      | تله تئاتر سفرهای چونگ لی                      | بازیگر و کارگردان هنری                         | داوود رشیدی       | نویسنده: ساشا گیتری                                                                           |                      |
| ۱۳۴۵      | تله‌تئاتر «ریچارد سوم»                         | بازیگر و کارگردان هنری                         | داوود رشیدی       | نویسنده: ویلیام شکسپیر                                                                        |                      |
| ۱۳۴۴      | تله تئاتر جعفرخان از فرنگ برگشته              | بازیگر                                         | علی نصیریان       | نویسنده:حسن مقدم                                                                              |                      |
| ۱۳۴۲      | تله‌تئاتر «سیسیل یا مکتب پدران»                | بازیگر                                         | جعفر والی         |                                                                                               |                      |
| ۱۳۴۲      | تله‌تئاتر «در جزیره‌ای غریب»                    | بازیگر                                         | -                 | «منوچهر فرید»، «محمدعلی کشاورز» ، «فرزانه تأئیدی» و «عباس مغفوریان» هم در آن بازی کرده بودند. |                      |
| ۱۳۴۲      | تله تئاتر عشق‌های دن پرلین با بلیز در باغچه اش | بازیگر و کارگردان                              | داود رشیدی        | نویسنده: فردریکو گارسیا لورکا                                                                 |                      |
| ۱۳۴۱      | تله تئاتر کفاشه پر جوش و خروش                 | بازیگر و کارگردان                              | داود رشیدی        | نویسنده: ساشا گیتری                                                                           |                      |
| ۱۳۴۱      | تله تئاتر فرانسواز                            | بازیگر و کارگردان                              | داود رشیدی        | نویسنده: ساشا گیتری                                                                           |                      |
| ۱۳۴۱      | تله تئاتر دوازده مرد خشمگین                   | بازیگر                                         | -                 |                                                                                               |                      |